# Enytus eureka
Enytus eureka là một loài tò vò trong họ Ichneumonidae.